# Wassyl Fedoryschyn

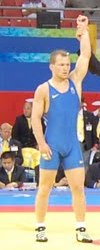
Wassyl Fedoryschyn, 2008

Wassyl Petrowytsch Fedoryschyn (ukrainisch Василь Петрович Федоришин; * 31. März 1981 in Kalusch, Ukrainische SSR, Sowjetunion) ist ein ukrainischer Ringer. Er ist dreifacher Europameister, jeweils im freien Stil im Federgewicht. Bei den Olympischen Spielen 2008 wurde er des Dopings überführt.

## Werdegang
Wassyl Fedoryschyn begann als Jugendlicher 1993 mit dem Ringen. Er wurde nach ersten größeren Erfolgen Mitglied des renommierten ukrainischen Armeesportvereins CSKA Kiew und wird bzw. wurde dort von Igor Barna und Andrei Silezki trainiert. Er ringt nur im freien Stil. Zurzeit lebt er vom Ringen und startet dabei vor allem für ausländische Vereine. So war er schon für den KSV Gersweiler tätig und rang auch in der iranischen Profiliga für Rah Ahan (Khorasan). In der Saison 2008/2009 ging er für den KSV Aalen in der deutschen Bundesliga auf die Ringermatte. Im Dezember 2008 wurde ihm eine besondere Ehrung des Weltringerverbandes FILA zuteil, denn er wurde zum „Ringer des Jahres 2008“ gekürt.
Seine internationale Karriere begann Wassyl Fedoryschyn schon im Juniorenbereich, wo er an sechs Welt- und Europameisterschaften teilnahm und dabei drei Medaillen gewann. Sein größter Erfolg war dabei der Gewinn der Junioren-Europameisterschaft im Jahr 2000 in Sofia im freien Stil im Bantamgewicht.
Bei den Senioren wurde er im Jahre 2001 und 2002 in Budapest und Baku jeweils Vize-Europameister. 2001 im Bantamgewicht hinter Zsolt Bánkuti aus Ungarn und 2002 im Federgewicht hinter Arif Kama aus der Türkei. Bei der Weltmeisterschaft 2001 in Sofia schied er vor dem Erreichen des Halbfinales durch eine Niederlage gegen Guivi Sissaouri aus Kanada aus und kam damit auf den 5. Platz im Federgewicht. 2003 verlor er bei der Weltmeisterschaft in New York nach einem Sieg über Anatoli Gujdja aus Bulgarien in seinem zweiten Kampf gegen Yandro Quintana aus Kuba aus und landete nur auf dem 24. Platz.
2004 kam Wassyl Fedoryschyn in Ankara nach einer Halbfinalniederlage gegen Tevfik Odabaşı aus der Türkei mit einem Sieg über Themistoklis Iakovidis aus Griechenland auf den 3. Platz. Bei seiner ersten Teilnahme an Olympischen Spielen 2004 in Athen gelangen ihm u. a. Siege über Gergő Wöller aus Ungarn und Guivi Sissaouri. Er unterlag aber gegen Yandro Quintana und konnte deshalb gegen den Japaner Kenji Inoue nur mehr um die Bronzemedaille kämpfen. In dieser Begegnung verlor er denkbar knapp mit 1:2 Runden und 5:6 techn. Punkten und musste sich deshalb mit dem 4. Platz begnügen.
Im Jahre 2005 wurde Wasil Fedorischin dann in Warna erstmals Europameister im Federgewicht. Dabei gelang ihm im zweiten Kampf ein knapper Sieg über den Russen Alan Dudajew (2:1 Runden, 3:2 techn. Punkte). Im Finale schlug er den französischen Überraschungsmann Didier Païs dann ganz klar nach Punkten. Bei der Weltmeisterschaft dieses Jahres in Budapest traf er in seinem zweiten Kampf auf den Iraner Morad Mohammadi und verlor gegen diesen nach Punkten. Damit kam er nur auf den 11. Platz. Auch in den Jahren 2006 und 2007 konnte er bei Weltmeisterschaften keine Medaillen gewinnen. 2006 verlor in Guangzhou (Kanton) erneut gegen Mohammadi und auch gegen Noriyuki Takatsuka aus Japan und belegte damit den 5. Platz und bei der Weltmeisterschaft 2007 in Baku scheiterte er an Mawlet Batirow aus Russland und Basar Basargurujew aus Kirgisistan und landete auf dem 11. Platz. Vorher war er allerdings im Jahre 2007 in Sofia mit einem Sieg im Finale über Gujdja zum zweiten Mal Europameister geworden.
Diesem Titel folgte im Jahre 2008 bei der Europameisterschaft in Tampere der nächste. Wasil Fedorischin besiegte dort im Halbfinale Adam Batirow aus Russland und im Finale erneut Anatoli Guidea und wurde damit zum dritten Mal Europameister. Nachdem er bis zu diesem Zeitpunkt bei Olympischen Spielen und Weltmeisterschaften niemals eine Medaille gewonnen hatte, schaffte er dies endlich bei den Olympischen Spielen in Peking. Er besiegte dort im Federgewicht Mike Zadick aus den Vereinigten Staaten, Basar Basargurujew und Ken’ichi Yumoto aus Japan und stand dann im Endkampf Mawlet Batirow, dem Olympiasieger von 2004 im Bantamgewicht, gegenüber. Batirow erwies sich als der stärkere und gewann nach Punkten. Für Wasil Fedorischin blieb die Silbermedaille.
Bei der Europameisterschaft 2009 in Vilnius kam er auf den 3. Platz, weil er dort im Halbfinale gegen Adam Batirow verlor. Im Kampf um die Bronzemedaille besiegte er aber den Türken Ersin Cetin. Denselben Platz erkämpfte er sich auch bei der Weltmeisterschaft 2009 in Herning. Nach drei Siegen unterlag er dort im Halbfinale gegen Bessik Kuduchow aus Russland und siegte abschließend im Kampf um die Bronzemedaille über Morad Mohammadi aus dem Iran.
Auch im Jahre 2010 war Wassyl Fedoryschyn sehr erfolgreich. Er gewann zwei Welt-Cup-Turniere und belegte bei der Europameisterschaft in Baku den 3. Platz. Im Kampf um die Bronzemedaille besiegte er dabei Aljaksandr Kantojeu aus Belarus. Bei der Weltmeisterschaft in Moskau war er noch erfolgreicher. Er besiegte dort mit Dilshod Mansurov, Malchaz Kurdiani, Georgien, Ersin Cetin, Türkei und Zəlimxan Hüseynov aus Aserbaidschan vier Weltklasseringer. Im Finale unterlag er allerdings gegen Olympiasieger Kuduchow nach Punkten (1:2 Runden, 1:5 techn. Punkte).
2011 gewann Wassyl Fedoryschyn bei der Europameisterschaft in Dortmund mit dem 3. Platz noch einmal eine Medaille. Er besiegte dabei u. a. Toğrul Əsgərov aus Aserbaidschan, Didier Païs aus Frankreich und im Kampf um die Bronzemedaille Marcel Ewald aus Deutschland. Eine Niederlage musste er im Halbfinale von Sahit Prizreni aus Albanien hinnehmen. Bei der Weltmeisterschaft dieses Jahres in Istanbul kam er nur zu einem Sieg über Hernan Guzman aus Kolumbien. Gegen Ken’ichi Yumoto verlor er und schied aus, weil Yumoto das Finale nicht erreichte. Er landete dadurch auf dem 15. Platz.
Im Jahre 2012 gelang es ihm, sich gerade noch im dritten Qualifikations-Turnier, das er bestritt, sich für die Olympischen Spiele in London zu qualifizieren. In London verlor er aber gleich seinen ersten Kampf gegen Malchaz Zarkua aus Georgien deutlich nach Punkten und erreichte deshalb nur den 17. Platz.
2017 wurden die Dopingproben der Olympischen Spiele 2008 mit neuen Methoden überprüft. Dabei wurde Fedoryschyn positiv auf Turinabol getestet. Die Silbermedaille wurde ihm aberkannt.

## Internationale Erfolge
| Jahr | Platz  | Wettbewerb                                      | Gewichtsklasse | |
| 1996 | 4.     | Junioren-WM (Cadets) in Teheran                 | bis 42 kg KG   | hinter Əbil İbrahimov, Aserbaidschan, Alireza Darwishi, Iran u. Waleri Kulbertinow, Russland |
| 1997 | 3.     | Junioren-WM (Cadets) in Neu-Delhi               | bis 48 kg KG   | hinter Əbil İbrahimov u. Murtaza Yilmaz, Türkei |
| 1998 | 5.     | Junioren-WM (Juniors) in Las Vegas              | Bantam         | hinter Stephen Abas, USA, Mais Ibadow, Usbekistan, Mehdi Nikmanesh, Iran und Sanyaj Kumar, Indien |
| 1999 | 10.    | Junioren-EM (Juniors)                           | Bantam         | Sieger: Selimchan Gusseinow, Russland vor Andrei Fasanek, Slowenien u. Martin Berberjan, Armenien |
| 2000 | 5.     | Welt-Cup in Fairfax                             | Bantam         | hinter Alireza Dabir, Iran, Eric S. Guerrero, USA, Miron Dschadschajew, Russland u. Yoendri Albear Ferrer, Kuba |
| 2000 | 1.     | Olympia-Qualif.-Turnier in Alexandria           | Bantam         | vor Madijar Kuramusow, Kasachstan u. Hassan Ibrahim Madani, Ägypten |
| 2000 | 1.     | Junioren-EM (Juniors) in Sofia                  | Bantam         | vor Tscherman Marzajew, Russland, Armando Terracchino, Italien u. Tevfik Odabaşı, Türkei |
| 2000 | 3.     | Junioren-WM (Juniors) in Nantes                 | Bantam         | hinter Əbil İbrahimov u. Tevfik Odabaşı, vor Enshallah Hosseini Sarangkeh, Iran |
| 2001 | 2.     | EM in Budapest                                  | Bantam         | mit Siegen über Leonid Tschoutschounow, Russland, Michal Michalkiewicz, Polen, Anatoli Gujdja, Bulgarien u. Aljaksandr Karnizki, Belarus u. einer Niederlage gegen Zsolt Bánkuti, Ungarn                                  |
| 2001 | 5.     | WM in Sofia                                     | Bantam         | mit Siegen über Andrew Hutchinson, Großbritannien u. Ludek Burian, Tschechien u. einer Niederlage gegen Guivi Sissaouri, Kanada                                                                                           |
| 2002 | 6.     | „Iwan-Yarigin“-Turnier in Krasnojarsk           | Feder          | hinter Miron Dschadschajew, Russland, Ojuunbilegiin Pürewbaatar, Mongolei, Piotr Roman, Eldar Misirow u. Alexander Koliwanow, alle Russland                                                                               |
| 2002 | 2.     | EM in Baku                                      | Feder          | mit Siegen über Miron Dschadschajew, Lukasz Goral, Polen, Georgi Charebawa, Georgien u. Arif Abdullayev, Aserbaidschan u. einer Niederlage gegen Arif Kama, Türkei                                                        |
| 2003 | 24.    | WM in New York                                  | Feder          | mit einem Sieg über Anatoli Guidea u. einer Niederlage gegen Yandro Quintana, Kuba |
| 2004 | 1.     | „Iwan-Yarigin“-Rurnier in Krasnojarsk           | Feder          | vor Artisch Tambulak u. Alan Dudajew, bde. Russland |
| 2004 | 3.     | Olympia-Qualif.-Turnier in Bratislava           | Feder          | hinter Kamil Umachanow, Russland u. Anatoli Guidea, vor Guivi Sissaouri, Massoud Mustafa Jokar, Iran u. Gergő Wöller, Ungarn                                                                                              |
| 2004 | 3.     | EM in Ankara                                    | Feder          | mit Siegen über Əbil İbrahimov u. Didier Païs, Frankreich, einer Niederlage gegen Tevfik Odabaşı u. einem Sieg über Themistoklis Iakovidis, Griechenland                                                                  |
| 2004 | 4.     | OS in Athen                                     | Feder          | mit Siegen über Ulan Nadyrbek Uulu, Kirgisistan, Gergő Wöller u. Guivi Sissaouri u. Niederlagen gegen Yandro Quintana u. Kenji Inoue, Japan                                                                               |
| 2005 | 1.     | Intern. Turnier in Kiew                         | Feder          | vor Wagaf Kasiew, Russland, Dilshod Mansurov, Usbekistan u. Rasul Schukow, Russland |
| 2005 | 1.     | Ziolkowski-Intern.- Tournament in Siedlce/Polen | Feder          | vor Əbil İbrahimov, Morad Mohammadi, Iran u. Ilie Vasile Esir, Moldawien |
| 2005 | 1.     | EM in Warna                                     | Feder          | mit Siegen über Lukasz Goral, Alan Dudajew, Russland, Ilie Vasile Esir u. Didier Pais |
| 2005 | 11.    | WM in Budapest                                  | Feder          | mit einem Sieg über Ulan Nadyrbek Uulu u. einer Niederlage gegen Morad Mohammadi, Iran |
| 2006 | 2.     | Intern. Turnier in Kiew                         | Feder          | hinter Dawid Pogosjan, Georgien |
| 2006 | 2.     | Golden Grand Prix in Baku                       | Feder          | hinter Vusal Aliew, Aserbaidschan u. vor Morad Mohammadi u. Ewgeni Chaselow, Ukraine |
| 2006 | 5.     | WM in Guangzhou/China                           | Feder          | mit einem Sieg über Sengedordschiin Süchbaatar, Mongolei, einer Niederlage gegen Morad Mohammadi, Siegen über Murad Ramasanow, Makedonien u. Dawid Pogosjan, Georgien u. einer Niederlage gegen Noriyuki Takatsuka, Japan |
| 2007 | 3.     | „Iwan-Jarigin“-Turnier in Krasnojarsk           | Feder          | hinter Adam Batirow, u. Wladimir Wilmow, bde. Russland, vor Nate Gallick, USA |
| 2007 | 1.     | Intern. Turnier in Kiew                         | Feder          | vor Maxim Matus, Ukraine, Əbil İbrahimov u. Ewgeni Chawikow, Ukraine |
| 2007 | 1.     | „Stepan-Sarkisjan“-Memorial in Jerewan          | Feder          | vor Martin Berberjan, Wachik Howshepjan u. Arenas Mechrabjan, alle Armenien |
| 2007 | 1.     | EM in Sofia                                     | Feder          | mit Siegen über Əbil İbrahimov, Themistoklis Iakovidis, Gergő Wöller u. Anatoli Guidea |
| 2007 | 10.    | WM in Baku                                      | Feder          | mit Siegen über Sengedordschiin Süchbaatar u. Ri Yong Chol, Nordkorea u. Niederlagen gegen Mawlet Batirow, Russland u. Basar Basargurujew, Kirgisistan                                                                    |
| 2008 | 1.     | Intern. Turnier in Kiew                         | Feder          | vor Martin Berberjan, Juri Semankin u. Maxim Matus, bde. Ukraine |
| 2008 | 1.     | EM in Tampere                                   | Feder          | mit Siegen über Jarmo Hyytiänen, Finnland, Malchaz Kurdiani, Georgien, Adam Batirow, Russland, Anatoli Guidea u. Didier Pais                                                                                              |
| 2008 | 1.     | Golden Grand Prix in Baku                       | Feder          | vor Tevfik Odabaşı u. Ethmed Gurbanow, Aserbaidschan |
| 2008 | Silber | OS in Peking                                    | Feder          | mit Siegen über Mike Zadick, USA, Basar Basargurujew u. Ken’ichi Yumoto, Japan u. einer Niederlage gegen Mawlet Batirow                                                                                                   |
| 2009 | 3.     | EM in Vilnius                                   | Feder          | mit Siegen über Wladimir Gotisan, Moldawien u. Ismail Emin Redzhep, Bulgarien, einer Niederlage gegen Adam Batirow u. einem Sieg über Ersin Cetin, Türkei                                                                 |
| 2009 | 3.     | WM in Herning                                   | Feder          | mit Siegen über Augustin Sanchez-Parra, Spanien, Saeed Azarbayjani, Kanada u. Sasulan Muchtarbekuly, Ukraine, einer Niederlage gegen Bessik Kuduchow, Russland u. einem Sieg über Morad Mohammadi, Iran                   |
| 2010 | 1.     | „Iwan-Jarigin“-Memorial in Krasnojarsk          | Feder          | vor Hiroyuki Oda, Japan, Wiktor Banzarakzajew, Russland u. Noriyuki Takatsuka, Japan |
| 2010 | 1.     | Welt-Cup in Moskau                              | Feder          | vor Bessik Kuduchow u. Zəlimxan Hüseynov, Aserbaidschan |
| 2010 | 3.     | EM in Baku                                      | Feder          | mit einem Sieg über Anatoli Gujdja, Bulgarien, einer Niederlage gegen Malchaz Zarkua, Georgien u. Siegen über Adam Blok, Polen u. Aljaksandr Kantojeu, Belarus                                                            |
| 2010 | 1.     | Golden-Grand-Prix in Baku                       | Feder          | vor Shawn Bunch, USA, Saeid Ahmadi Zarinkolaei, Iran u. Malchaz Kurdiani, Georgien |
| 2010 | 2.     | WM in Moskau                                    | Feder          | mit Siegen über Dilshod Mansurov, Malchaz Kurdiani, Ersin Cetin u. Zəlimxan Hüseynov u. einer Niederlage gegen Bessik Kuduchow                                                                                            |
| 2011 | 3.     | EM in Dortmund                                  | Feder          | nach Siegen über Toğrul Əsgərov, Aserbaidschan, Hakki Gürel, Türkei und Didier Païs, Frankreich, einer Niederlage gegen Sahit Prizreni, Albanien und einem Sieg über Marcel Ewald, Deutschland                            |
| 2011 | 15.    | WM in Istanbul                                  | Feder          | nach einem Sieg über Hernan Guzman, Kolumbien und einer Niederlage gegen Ken’ichi Yumoto, Japan |
| 2012 | 2.     | Intern. Turnier in Kiew                         | Feder          | hinter Ewgeni Chawilow, Ukraine, vor Agahüseyin Mustafejew und Hadji Alijew, beide Aserbaidschan |
| 2012 | 3.     | Olympia-Qualif.-Turnier in Sofia                | Feder          | hinter Toğrul Əsgərov und Anatoli Gujdja, Bulgarien |
| 2012 | 8.     | Olympia-Qualif.-Turnier in Taiyuan/China        | Feder          | Sieger: Ri Jong Myong, Nordkorea vor Lee Seung-chul, Südkorea |
| 2012 | 1.     | Olympia-Qualif.-Turnier in Helsinki             | Feder          | vor Tim Schleicher, Deutschland, Ulan Nadyrbek Uulu, Kirgisistan und Krzysztof Bienkowski, Polen |
| 2012 | 17.    | OS in London                                    | Feder          | nach einer Niederlage gegen Malchaz Zarkua, Georgien |
| 2013 | 2.     | Schwarz-Meer-Turnier in Odessa                  | Feder          | hinter Nikolai Aiwasjan, Ukraine, vor Andrei Perpeliță, Moldawien und Wolodja Frangulijan, Armenien |

## Erläuterungen
- alle Wettbewerbe im freien Stil
- OS = Olympische Spiele, WM = Weltmeisterschaft, EM = Europameisterschaft
- Bantamgewicht bis 2001 bis 58 kg, ab 2002 bis 55 kg Körpergewicht, Federgewicht bis 2001 bis 63 kg, ab 2002 bis 60 kg Körpergewicht